# Bella (Film)
Bella ist ein Spielfilm des mexikanischen Regisseurs Alejandro Gomez Monteverde mit den Hauptdarstellern Eduardo Verástegui und Tammy Blanchard, der 2007 den Publikumspreis (People’s Choice Award) des Filmfestivals von Toronto gewann. Der Independentfilm, der mit einem Budget von ca. 3,3 Mio. US-Dollar in und um New York City gedreht wurde, ist in deutschsprachigen Territorien bis dato nicht veröffentlicht.

## Inhalt
Nina, eine Kellnerin in einem mexikanischen Restaurant in Manhattan, verliert ihren Job, als sie zum wiederholten Mal zur Arbeit zu spät kommt. Der Bruder des Restauranteigners Manny, José, folgt ihr in die U-Bahn-Station, um nach ihr zu sehen und bietet ihr spontan an, mit ihm auf einem Spaziergang durch die Stadt und einem Besuch am Strand auf Long Island gemeinsam zu beratschlagen, was sie in Zukunft machen könne. Die beiden schlendern durch die Stadt. Sie gesteht ihm, sie sei ungewollt schwanger und erwäge eine Abtreibung, da sie mit dem Vater des Kindes nicht mehr zusammensei. Als José kurz in das Restaurant zurückkehrt, um sein Portemonnaie und Telefon zu holen, gerät er mit Manny aneinander, der ihn kurzerhand ebenfalls entlässt.
Die beiden fahren mit dem Zug zu Josés Eltern, die einen lebhaften puerto-ricanisch-mexikanischen Haushalt führen, und bleiben zum Abendessen. José erzählt Nina von seiner Vergangenheit; er sei ein berühmter Fußballspieler gewesen, der vor fünf Jahren auf dem Weg zu einer Pressekonferenz unachtsam ein Kind überfahren habe und wegen fahrlässiger Tötung vier Jahre im Gefängnis gewesen sei. Nina und José verbringen einen Abend im Gespräch am Strand. Am nächsten Morgen verabschieden sie sich in der Stadt, in der Absicht, sich zur Abtreibung des Kindes von Nina wiederzusehen. Die Rahmenhandlung des Films, die nun fortgesetzt wird, enthüllt aber, dass José in der Zwischenzeit Ninas Kind adoptiert hatte und nun, vier Jahre nach den Ereignissen des Films, Nina zum ersten Mal kommt, um ihre Tochter zu sehen.

## Produktion
Bella ist das Erstlingswerk des Regisseurs, der das Drehbuch zusammen mit Patrick Million schrieb. Produzenten des Films waren Sean Wolfington, Verastegui, Leo Severino, Monteverde, Denise Pinckley und Jason Jones. Als ausführender Produzent war auch Stephen McEveety an Bord, der bereits Braveheart und Die Passion Christi produziert hatte. Hier kam er erst an Bord, als der Film bereits fertiggestellt war. Der Film startete in den Kinos der USA am 26. Oktober 2007 und nahm dem Hollywood Reporter zufolge 8,8 Mio. US-Dollar an den Kinokassen ein.

## Auszeichnung
- 2007: Grand Prize auf dem Heartland Filmfestival